# Reilac Shiga
Reilac Shiga (jap. レイラック滋賀 Reirakku Shiga) ist ein japanischer Fußballverein aus Kusatsu in der Präfektur Shiga. Der Verein spielt seit 2008 in der Japan Football League.

## Geschichte
Die Ursprünge des Vereins gehen auf den Sagawa Kyūbin Kyōto Soccer-bu (佐川急便京都サッカー部, ~ Sakkā-bu, engl. Sagawa Express SC Kyōto) zurück, eine Firmenmannschaft des in Kyōto ansässigen Transportunternehmens Sagawa Express. Nach dem Ende der Saison 2005 fusionierte der Sagawa Kyūbin Kyōto Soccer-bu, zu diesem Zeitpunkt in der Kansai-Regionalliga aktiv, mit einem Jugendfußballverein namens FC Mi-o Catfish Kusatsu (FC Mi-O キャットフィッシュ Kusatsu FC Mi-o Kyattofishu Kusatsu) zu FC Mi-o Biwako Kusatsu (FC Mi-O びわこ Kusatsu). In den folgenden zwei Spielzeiten wurde in der Liga jeweils der zweite Platz erreicht, am Ende der Saison 2007 qualifizierte man sich zudem über den Gewinn des Shakaijin-Pokals für die nationale Regionalliga-Finalrunde. Dort erreichte Mi-o Biwako einen dritten Platz, was gleichbedeutend mit dem Aufstieg in die Japan Football League war. Unmittelbar nach dem Aufstieg vereinfachte man den Vereinsnamen zu Mio Biwako Kusatsu (MIOびわこ草津).
In der neuen Liga konnte sich der Verein nach ein paar Anlaufschwierigkeiten im Mittelfeld etablieren. Im Jahr 2012 folgte eine erneute Umbenennung in Mio Biwako Shiga (MIOびわこ滋賀) mit dem Ziel, die eigene Fangemeinde auf die gesamte Präfektur Shiga im Allgemeinen und die Gegend um die südlichen Ufer des Biwa-Sees im Besonderen, in welcher auch die Heimspiele ausgetragen werden, auszudehnen. Mitte 2013 bewarb man sich im Rahmen des sogenannten Hundertjahresplans der J. League um eine Profilizenz, welche allerdings bis zum Anfang des Jahres 2023 nicht gewährt wurde, da noch nicht alle Voraussetzungen vorliegen. Der Abschluss dieses Prozesses ist bislang offen.
Zu Beginn des Jahres 2023 erfolgte eine Umbenennung des Vereins zu Reilac Shiga.

## Vereinsname
Wie vielfach bei japanischen Fußballmannschaftsnamen üblich, ist auch der Name Reilac ein Kofferwort aus anderen Begriffen verschiedener Sprachen. Zugrunde liegen hier das spanische rey (König) und das französische lac (See), frei übersetzt also in etwa „Könige des Sees“; gemeint ist hier der Biwa-See, an dessen Ufern das Team beheimatet ist. Darüber hinaus sind Assoziationen zum englischen luck (Glück), welches durch ein Hufeisen als Grundform des Vereinswappens symbolisiert wird, sowie zur zweiten Vereinsfarbe lila (im englischen lilac, ライラック rairakku) vorhanden.
Der vorherige Name MIO Biwako besteht aus zwei Teilen. Hierbei bezieht sich MIO auf die frühere japanische Provinz Ōmi, aus deren Gebiet die heutige Präfektur Shiga hervorging. Durch Vertauschen der Silben entstand zudem eine beabsichtigte Nähe zum italienischen Wort „mio“ (deutsch: mein). Biwako hingegen bezieht sich auf Biwa-ko, also den Biwa-See.

## Erfolge
- Kansai Soccer League (Division 1)

2. Platz: 2006, 2007

## Stadion
Der Verein trägt seine Heimspiele im Nunobiki Higashiomi Stadium in Higashiōmi in der Präfektur Shiga aus. Das Stadion hat ein Fassungsvermögen von 5000 Zuschauern.

## Spieler
Stand: 2. Mai 2022
| Nr. |           | Position | Name               |
| --- | --------- | -------- | ------------------ |
| 1   | Japan     | TW       | Taito Okino        |
| 2   | Japan     | AB       | Hisashi Hayashi    |
| 3   | Japan     | AB       | Kotaro Takeda      |
| 4   | Japan     | AB       | Keita Saito        |
| 5   | Japan     | MF       | Takumi Murakami    |
| 6   | Japan     | AB       | Aiki Matano        |
| 7   | Japan     | MF       | Kaito Ikeda        |
| 8   | Korea Sud | MF       | Cho Hyeong-in      |
| 9   | Japan     | ST       | Tatsurō Yamauchi   |
| 10  | Japan     | MF       | Ryogo Kamo         |
| 11  | Japan     | ST       | Shō Matsumoto      |
| 13  | Japan     | MF       | Kazuto Nishida     |
| 14  | Japan     | MF       | Ippei Kokuryō      |
| 15  | Japan     | AB       | Takanobu Nishimoto |
| 16  | Japan     | ST       | Daiji Oguchi       |
| 17  | Japan     | ST       | Reo Takeshita      |
| 18  | Japan     | ST       | Shun Akiyama       |

| Nr. |       | Position | Name             |
| --- | ----- | -------- | ---------------- |
| 19  | Japan | AB       | Shinji Yamaguchi |
| 20  | Japan | AB       | Juta Nakanishi   |
| 21  | Japan | TW       | Yuki Kido        |
| 22  | Japan | AB       | Sota Watanabe    |
| 25  | Japan | ST       | Akiyuki Hasegawa |
| 26  | Japan | MF       | Shun Tsunoda     |
| 27  | Japan | ST       | Daiki Enomoto    |
| 28  | Japan | MF       | Shunki Hashimoto |
| 29  | Japan | AB       | Ryō Nishiguchi   |
| 30  | Japan | MF       | Reiji Saneyoshi  |
| 32  | Japan | MF       | Keita Takami     |
| 33  | Japan | MF       | Naoki Ikehira    |
| 34  | Japan | TW       | Koki Ito         |
| 41  | Japan | TW       | Naotaka Ikegami  |
| 44  | Japan | MF       | Hikaru Morishige |
| 50  | Japan | ST       | Glory Nagashima  |

## Trainer
Stand: März 2025
| Trainer            | Nation | von                | bis                |
| ------------------ | ------ | ------------------ | ------------------ |
| Tetsuya Totsuka    | Japan  | 13. September 2007 | 31. Januar 2008    |
| Naoki Hiraoka      | Japan  | 1. Februar 2008    | 23. Juli 2008      |
| Hiroki Azuma       | Japan  | 1. Oktober 2008    | 31. Januar 2009    |
| Haruo Wada         | Japan  | 1. Februar 2009    | 1. Oktober 2011    |
| Hiroki Azuma       | Japan  | 1. Oktober 2011    | 1. Juli 2014       |
| Koji Kawashima     | Japan  | 1. Juli 2014       | 31. Januar 2015    |
| Kōtarō Nakao       | Japan  | 1. Januar 2015     | 31. Dezember 2015  |
| Masafumi Nakaguchi | Japan  | 1. Februar 2016    | 31. Januar 2020    |
| Hiroshi Ōtsuki     | Japan  | 1. Februar 2020    | 27. September 2022 |
| Hiroki Azuma       | Japan  | 5. Oktober 2022    | 31. Januar 2023    |
| Akira Teramine     | Japan  | 1. Februar 2023    | 3. September 2023  |
| Toshimi Kikuchi    | Japan  | 4. September 2023  | 17. Juli 2024      |
| Hiroki Azuma       | Japan  | 17. Juli 2024      | 30. Juli 2024      |
| Makoto Kakuda      | Japan  | 31. Juli 2024      |                    |

## Saisonplatzierung
| Saison | Liga                              | Platz | Kaiserpokal        |
| ------ | --------------------------------- | ----- | ------------------ |
| 2006   | Kansai Soccer League (Division 1) | 2.    |                    |
| 2007   | Kansai Soccer League (Division 1) | 2.    | 2. Runde           |
| 2008   | Japan Football League             | 14.   |                    |
| 2009   | Japan Football League             | 8.    |                    |
| 2010   | Japan Football League             | 11.   | 2. Runde           |
| 2011   | Japan Football League             | 13.   |                    |
| 2012   | Japan Football League             | 8.    |                    |
| 2013   | Japan Football League             | 16.   | 1. Runde           |
| 2014   | Japan Football League             | 12.   |                    |
| 2015   | Japan Football League             | 11.   | 2. Runde           |
| 2016   | Japan Football League             | 9.    | 1. Runde           |
| 2017   | Japan Football League             | 13.   |                    |
| 2018   | Japan Football League             | 7.    | 2. Runde           |
| 2019   | Japan Football League             | 9.    | 1. Runde           |
| 2020   | Japan Football League             | 9.    | 2. Runde           |
| 2021   | Japan Football League             | 12.   | nicht qualifiziert |
| 2022   | Japan Football League             | 16.   | 1. Runde           |
| 2023   | Japan Football League             | 3.    | 2. Runde           |
| 2024   | Japan Football League             | 4.    |                    |
| 2025   | Japan Football League             |       |                    |